# Wilner Nazaire
Wilner Nazaire (* 30. März 1950 in Port-au-Prince) ist ein ehemaliger haitianischer Fußballspieler.

## Karriere

### Verein
Nazaire spielte für RC Haïtien und wechselte 1972 nach Frankreich zu FC Valenciennes, 1976 ging er zu RC Fontainebleau und bestritt 40 Spiele für den Verein. Anschließend spielte er für Dampierre-Savoyeux.

### Nationalmannschaft
Sein Debüt für Haiti gab Nazaire am 15. April 1972 bei einem 7:0-Sieg gegen Puerto Rico.  Bei der WM 1974, der bisher einzigen Teilnahme in einer WM Haitis, war Nazaire im Kader und bestritt alle drei Vorrundenspiele, außerdem war er bei dieser WM Kapitän seiner Mannschaft. 
Seinen letzten Einsatz für sein Land hatte er am 9. Oktober 1977 bei einer 4:1-Auswärtsniederlage gegen Mexiko.
| Personendaten    | Personendaten                |
| ---------------- | ---------------------------- |
| NAME             | Nazaire, Wilner              |
| KURZBESCHREIBUNG | haitianischer Fußballspieler |
| GEBURTSDATUM     | 30. März 1950                |
| GEBURTSORT       | Port-au-Prince, Haiti        |